# Carlos García (político argentino)
Carlos Daniel García (Presidencia de la Plaza, Argentina; 25 de septiembre de 1971) es un político y empresario argentino de La Libertad Avanza. Es Diputado de la Nación por la Provincia del Chaco desde 2023.

## Biografía
Comerciante y productor agropecuario, García comenzó su carrera política como Independiente.
Fue electo Diputado de la Nación Argentina por la Provincia del Chaco en las elecciones legislativas de 2023, en el primer lugar de la lista La Libertad Avanza.

## Historial electoral
| Año  | Candidatura                     | Partido / Coalición                | Elección     | votos  | Porcentaje       | Resultado                |
| ---- | ------------------------------- | ---------------------------------- | ------------ | ------ | ---------------- | ------------------------ |
| 2023 | Diputado de la Nación por Chaco | Independiente / La Libertad Avanza | Legislativas | 50.657 | \| \| 25,84 % \| | Electo (1er lugar lista) |
|      | 25,84 %                         |                                    |              |        |                  |                          |